# Филип фон Вюртемберг
Филип Александер Мария Ернст фон Вюртемберг (на немски: Phillipp Alexander Maria Ernst von Württemberg; * 30 юли 1838, Ньой сюр Сен, Париж; † 11 октомври 1917, Щутгарт) от династията Вюртемберги, е херцог на Вюртемберг и вюртембергски генерал-полковник (25 февруари 1913).

## Биография
Той е единственият син на херцог Александер фон Вюртемберг (1804 – 1881) и съпругата му принцеса Мария Орлеанска (1813 – 1839), дъщеря на френския крал Луи-Филип.
Майка му умира, когато той е на шест месеца и го завеждат в Парижкия двор, където е възпитаван от дядо му френския крал Луи-Филип и баба му кралица Мария-Амалия. Там Филип става католик. През 1848 г. кралското семейство бяга от Париж от революцията. Филип се връща при баща си и се заселва в дворец Фантазия в Байройт.
Като млад херцог Филип иска ръката на принцеса София Баварска, най-малката сестра на императрица Елизабет Австрийска, но този проект се разваля.
Филип се интересува от лов и фотографиране.

## Фамилия
Филип фон Вюртемберг се жени на 18 януари 1865 г. във Виена за ерцхерцогиня Мария Тереза Австрийска (* 17 юли 1845; † 8 октомври 1927), дъщеря на ерцхерцог Албрехт Австрийски (1817 – 1895) и съпругата му принцеса Хилдегард Луиза Баварска (1825 – 1864), дъщеря на крал Лудвиг I от Бавария (1786 – 1868) и съпругата му Тереза от Саксония-Хилдбургхаузен (1792 – 1854). Майка ѝ е сестра на Максимилиан II Йозеф, крал на Бавария през 1848 – 1864 г. Те имат пет деца:
- Албрехт Мария Александер Филип Йозеф (1865 – 1939), херцог на Вюртемберг, женен 1893 за Маргарета София Австрийска (1870 – 1902), дъщеря на ерцхерцог Карл Лудвиг Австрийски
- Мария Амалия Хилдегард Филипина Терезия Йозефина фон Вюртемберг (1865 – 1883)
- Мария Изабела фон Вюртемберг (1871 – 1904), омъжена 1894 за принц Йохан Георг Саксонски (1869 – 1938), вторият син на крал Георг Саксонски
- Роберт фон Вюртемберг (1873 – 1947), женен 1900 за Мария Имакулата Австрийска (1878 – 1968), дъщеря на ерцхерцог Карл Салватор Австрийски-Тоскана
- Улрих фон Вюртемберг (1877 – 1944)